# Io zombo, tu zombi, lei zomba
Io zombo, tu zombi, lei zomba è un film del 1979 diretto da Nello Rossati.
Si tratta di una commedia italiana su una base horror, con aspetti grotteschi e parodistici.

## Trama
A causa d'una formula vudù, letta in un romanzetto, un becchino e tre morti per incidente stradale diventano zombi nostrani. Dal romanzetto i quattro apprendono d'avere bisogno di carne umana per sfamarsi e che gli zombi sono costretti a muoversi con movimenti goffi e lenti. In preda ai morsi della fame, e nonostante diversi scrupoli morali, gli zombi cercano d'attirare delle vittime umane di cui nutrirsi. Fallito un agguato stradale, gli zombi si rendono conto che i movimenti lenti li penalizzano nei confronti delle persone vive e quindi non possono sperare di sopraffarle con la forza.
Per ovviare a ciò, i quattro assumono la gestione d'un motel fuori mano appartenente alla zia d'uno dei morti per incidente stradale, con l'intenzione di mangiarsi i clienti. Tra gli ospiti dell'albergo: un toscano conducente di carro funebre, una famigliola di tre persone formata da un marito rassegnato, una moglie logorroica e un bambino pestifero, un commesso viaggiatore con gravi problemi di salute e infine un malvivente che, con la procace compagna Nadia, deve disfarsi del cadavere del primo marito della donna, un ricco possidente ciociaro che ha appena ucciso con la complicità dell'amante.
Nonostante le trappole che gli zombi dell'albergo tenderanno ai vari personaggi, qualcosa andrà sempre storto per loro e dritto per gli ospiti, e gli zombi non riusciranno a mangiarsi nessuno: il commesso viaggiatore si rivela infatti privo della metà degli organi dovuti a varie operazioni, mentre con l'autista rimarranno a bere fino a tardi come se fossero vecchi amici. Quel che è peggio, riveleranno senza volerlo la loro vera identità al ragazzino, che riuscirà anche a impadronirsi del romanzetto e a recitare la formula vudù di rianimazione dei morti. Il primo marito di Nadia, rianimato come zombi dal ragazzino, si rivela alla moglie e all'amante di lei: la moglie muore d'infarto, mentre l'amante viene messo in fuga.
Lo zombi rivela agli altri quattro non morti dell'albergo che tutti loro non sono obbligati a nutrirsi di carne umana ma che possono benissimo mangiare le stesse cose dei vivi. I cinque decidono quindi di resuscitare come zombi anche Nadia così da godere con lei dei piaceri della carne. Nel frattempo i genitori del ragazzino e il commesso viaggiatore, resisi conto anch'essi della vera identità degli zombi, fuggono dall'albergo e avvertono la polizia, che circonda il locale. I sei zombi, consapevoli che se verranno colpiti alla testa moriranno per sempre, sono costretti a fuggire e si accorgono che, a dispetto di quanto scritto nel romanzetto, possono correre e muoversi come persone normali.
La fuga li porta a rifugiarsi in un supermercato, dove sono nuovamente assediati dalla polizia e dal resto della popolazione viva della zona. La polizia fa irruzione nel supermercato, seguita dal resto della popolazione: cinque zombi si fingono esseri umani vivi e catturano lo zombi becchino consegnandolo alla folla che, incitata dalla madre del ragazzino e dal capo della polizia, intende ghigliottinarlo. Proprio mentre la mannaia sta per calare sulla testa del becchino viene rivelato che tutta la vicenda è in realtà un sogno del becchino stesso: i vari personaggi della vicenda finora narrata sono presentati nella realtà sotto diverse spoglie. Con sollievo il becchino, incitato dal parroco, torna al lavoro di sepoltura del defunto, finché non assiste a un altro incidente e decide di scappare via.

## Produzione
Film girato in buona parte nel comune di Palombara Sabina e per il resto, al motel Sylvan di Sant'Angelo Romano (Roma). Realizzato con un budget bassissimo (lo stesso Renzo Montagnani, uno degli interpreti, se ne lamentò in un'intervista asserendo perentorio: «Una cazzata! Rossati, per me, non è un bravo regista e poi non c'era il becco di un quattrino...») ma che ha il pregio non solo di trattare un argomento horror "serio" in maniera parodistica ma anche di riunire un cast di attori/caratteristi assolutamente notevole per i tempi, basta citare, oltre a Renzo Montagnani, Duilio Del Prete, Gianfranco D'Angelo, Cochi Ponzoni, Daniele Vargas, Ghigo Masino, Vittorio Marsiglia, Anna Mazzamauro, Nadia Cassini e Tullio Solenghi (qui all'esordio comico). Nel cast c'è anche un giovanissimo Fabrizio Vidale, futuro doppiatore di cinema e tv nella sua prima apparizione cinematografica.

## Distribuzione
Il film fu distribuito nel 1979.

## Curiosità
- In questo film recitano entrambi gli attori che hanno prestato il volto al personaggio del barista Guido Necchi di Amici miei.
- Recitano per la seconda volta insieme Tullio Solenghi e Renzo Montagnani.
- In una scena del film i protagonisti cantano Il testamento del capitano nota canzone della prima guerra mondiale.
- Quando si ritrovano nel supermercato, il personaggio interpretato da Montagnani ricorda un film in cui "c'erano gli zombi fuori e i cristiani nel supermercato", citando così il film Zombi di George A. Romero.